# Canton de Montagnac (Hérault)
Pour les articles homonymes, voir Canton de Montagnac.
Le canton de Montagnac est une ancienne division administrative française située dans le département de l'Hérault et la région Languedoc-Roussillon.

## Historique
Depuis 2014, les communes du canton de Montagnac sont rattachées au canton de Mèze.

## Composition
Le canton de Montagnac regroupait douze communes : 
| Nom                     | Code Insee | Intercommunalité        | Superficie (km2) | Population (dernière pop. légale) | Densité (hab./km2) |
| ----------------------- | ---------- | ----------------------- | ---------------- | --------------------------------- | ------------------ |
| Montagnac (chef-lieu)   | 34162      | CA Hérault Méditerranée | 39,81            | 4 082 (2014)                      | 103                |
| Adissan                 | 34002      | CA Hérault Méditerranée | 4,46             | 1 108 (2014)                      | 248                |
| Aumes                   | 34017      | CA Hérault Méditerranée | 7,39             | 474 (2014)                        | 64                 |
| Cabrières               | 34045      | CC du Clermontais       | 29,02            | 483 (2014)                        | 17                 |
| Cazouls-d'Hérault       | 34068      | CA Hérault Méditerranée | 4,39             | 399 (2014)                        | 91                 |
| Fontès                  | 34103      | CC du Clermontais       | 17,70            | 980 (2014)                        | 55                 |
| Lézignan-la-Cèbe        | 34136      | CA Hérault Méditerranée | 6,13             | 1 533 (2014)                      | 250                |
| Lieuran-Cabrières       | 34138      | CC du Clermontais       | 6,13             | 302 (2014)                        | 49                 |
| Nizas                   | 34184      | CA Hérault Méditerranée | 8,53             | 655 (2014)                        | 77                 |
| Péret                   | 34197      | CC du Clermontais       | 10,97            | 1 019 (2014)                      | 93                 |
| Saint-Pons-de-Mauchiens | 34285      | CA Hérault Méditerranée | 13,58            | 662 (2014)                        | 49                 |
| Usclas-d'Hérault        | 34315      | CC du Clermontais       | 2,82             | 344 (2014)                        | 122                |

## Géographie
Ce canton est organisé autour de Montagnac dans l'arrondissement de Béziers. Son altitude varie de 6 m (Aumes) à 481 m (Cabrières) pour une altitude moyenne de 81 m.

## Représentation

### Conseillers généraux de 1833 à 2015
| Période | Période            | Identité                                   | Étiquette                           | Qualité                                                                                                  |
| ------- | ------------------ | ------------------------------------------ | ----------------------------------- | --- |
| 1833    | 1848               | Antoine Pargoire (1789-1875)               |                                     | Chef d'escadron d'artillerie en retraite Propriétaire, maire de Saint-Pons (1830-1836)                   |
| 1848    | 1867               | Michel François Rey de Lacroix (1790-1878) | Droite                              | Capitaine adjoint aux états-majors, aide de camp, juge de paix, propriétaire foncier, rentier, Montagnac |
| 1867    | 1871               | Edouard Fabre de Cœuret (1820-1885)        |                                     | Conseille à la Cour Impériale de Montpellier                                                             |
| 1871    | 1891 (annulation), | Comte Jacques de Chastenet de Puységur     | Droite monarchiste                  | Zouave pontifical, maire de Montagnac                                                                    |
| 1891    | 1907               | Paul Michel                                | Rad.                                | Ingénieur civil à Montpellier                                                                            |
| 1907    | 1919               | Jules Philippy                             | Défense des viticulteurs Socialiste | Maire de Montagnac                                                                                       |
| 1919    | 1925               | Gabriel Bertrand (1868-1954)               | SFIO puis PC-SFIC                   | Propriétaire-viticulteur Maire d'Adissan (1910-1919)                                                     |
| 1925    | 1937               | Jean Granal                                | PRS puis SFIO                       | Médecin Maire de Montagnac                                                                               |
| 1937    | 1940               | Jean-Marcel Hugol (1889-1979)              | USR                                 | Coiffeur puis rédacteur à la Préfecture Conseiller municipal d'Usclas-d'Hérault puis de Montpellier      |
|         |                    |                                            |                                     | |
| 1942    | 1945               | Lucien Reynes (1871-1950)                  |                                     | Oléiculteur Maire de Lieuran-Cabrières Nommé conseiller départemental en 1942                            |
|         |                    |                                            |                                     | |
| 1945    | 1982               | Charles Alliès                             | SFIO puis PS                        | Directeur de collège d'enseignement technique Sénateur (1971-1980) Maire de Montagnac                    |
| 1982    | 2001               | André Galan                                | PCF puis MDC                        | Maire de Montagnac (1971-1995)                                                                           |
| 2001    | 2015               | Roger Fages                                | SE                                  | Maire de Montagnac (1995-2014) Conseiller municipal de Montagnac depuis 2014                             |

### Conseillers d'arrondissement (de 1833 à 1940)
| Période                                  | Période      | Identité                          | Étiquette     | Qualité |
| ---------------------------------------- | ------------ | --------------------------------- | ------------- | --- |
| 1833                                     | 1839         | Jean Martial Bouisson (1765-1857) |               | Notaire à Montagnac                                                                                         |
| 1839                                     | 1845         | Armand Vailhé (1814-1879)         |               | Propriétaire à Nizas                                                                                        |
| 1845                                     | 1848         | Raymond Aubrespy (1797-1867)      |               | Notaire, maire de Montagnac                                                                                 |
| 1848                                     | 1852         | Félix Nicolas                     | Droite        | Propriétaire à Montagnac                                                                                    |
| 1852                                     | 1871         | Raymond-Majan Aubrespy            |               | Maire de Montagnac                                                                                          |
| 1871                                     | 1874         | Frédéric Buard                    |               | Notaire, maire de Montagnac                                                                                 |
| 1874                                     | 1880         | Guillaume Vernazobres             | Républicain   | Propriétaire à Montagnac                                                                                    |
| 1880                                     |              | Jean Vallié                       | Conservateur  | Propriétaire à Adissan                                                                                      |
|                                          |              |                                   |               | |
| 1898                                     | 1919         | Jules Monestier                   | Radical       | Maire d'Aumes                                                                                               |
| 1919                                     | 1928         | Aristide Saudadier (1882-1948)    | Radical       | Propriétaire à Fontès                                                                                       |
| 1928                                     | 1933 (décès) | Auguste Aliquot (1878-1933)       | PRS puis SFIO | Viticulteur à Fontès                                                                                        |
| 1934                                     | 1940         | Aristide Saudadier                | Radical       | Maire de Fontès (1928-1947)                                                                                 |
| 1940                                     |              |                                   |               | Les conseils d'arrondissement ont été suspendus par la loi du 12 octobre 1940 et n'ont jamais été réactivés |
| Les données manquantes sont à compléter. |              |                                   |               | |

## Démographie
| 1962  | 1968  | 1975  | 1982  | 1990  | 1999  | 2006  | 2011   |
| ----- | ----- | ----- | ----- | ----- | ----- | ----- | ------ |
| 8 308 | 8 265 | 7 504 | 7 730 | 7 983 | 8 364 | 9 914 | 11 173 |

## 2 photos du canton
|  |  |